# Bath Rugby
Maillots
Actualités
Bath Rugby, originellement le Bath Football Club, est un club anglaise de rugby à XV basé dans la ville de Bath, qui évolue dans la première division anglaise, la Premiership. Fondé en 1865, le club est non seulement l'un des plus anciens clubs anglais mais il présente aussi l'un des plus beaux palmarès d'Angleterre. Il est le deuxième club le plus titré dans le Championnat d'Angleterre après les Leicester Tigers avec sept trophées, il possède le record de victoires en Coupe d'Angleterre avec onze titres et il a remporté la Coupe d'Europe en 1998. Bath Rugby joue au Recreation Ground, familièrement appelé le « Rec ».

## Histoire du club

### Les origines

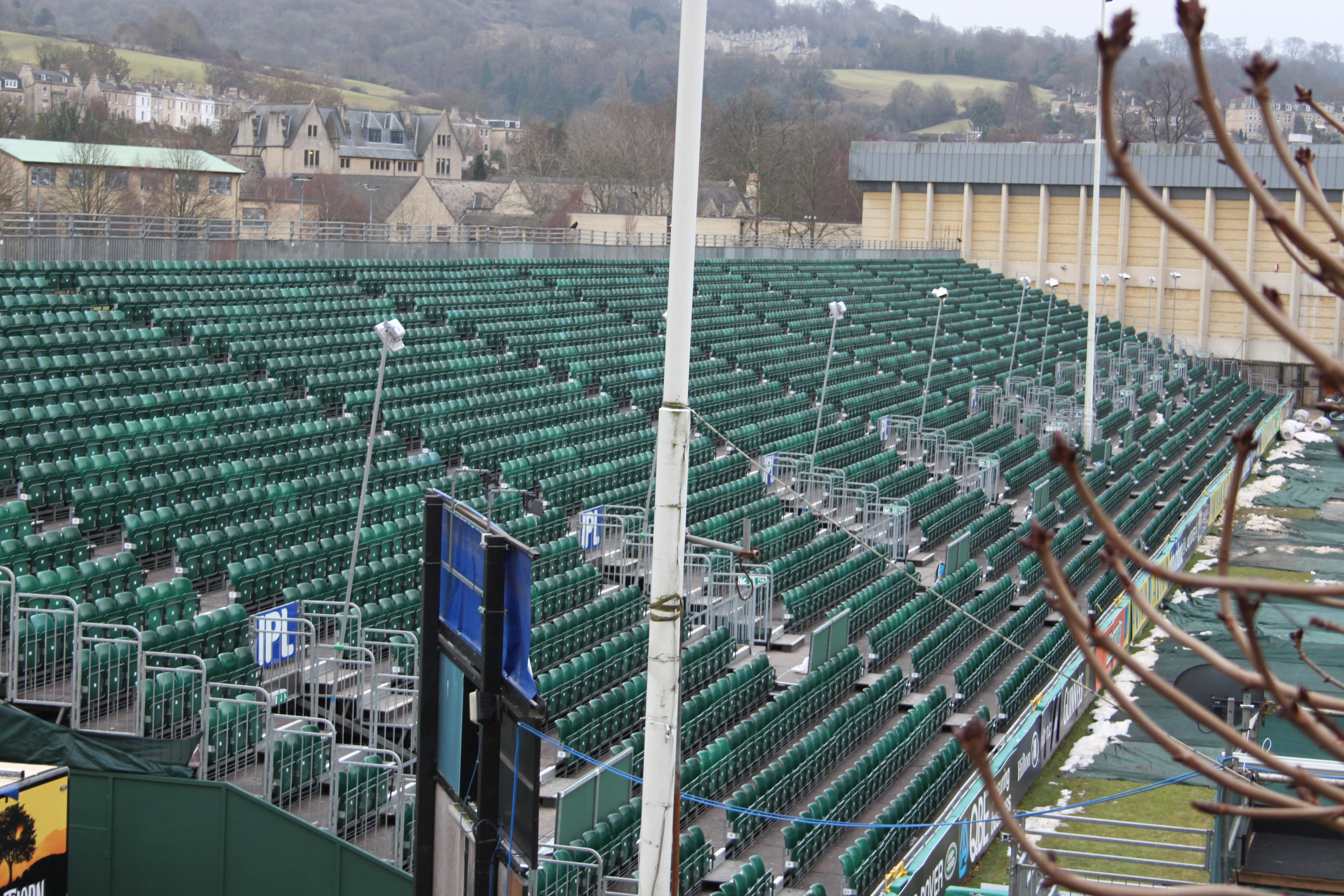
The Recreation Ground.

Fondé en 1865, le Bath Football Club est l'un des plus vieux clubs anglais. Très rapidement, le club obtient une reconnaissance internationale. On s’accorde à dire que Herbert Fuller est le premier joueur capé de l’histoire du club en 1882. Francis d'Aguilar est international en 1872, mais il existe des doutes sur le fait qu’il ait réellement joué à Bath. En revanche, Frank Soane, également international en 1893, a joué au club.
Le club basé originellement à North Parade, joue néanmoins dans plusieurs lieux durant cette fin de siècle, notamment à Claverton Down et Henrietta Park. L'équipe finit par louer une parcelle de terrain à Pulteney Meadow pour y jouer leurs rencontres. La réputation du club devient de plus en plus solide. Lors de la saison 1885-86, Bath remporte 17 de ses 20 matchs pour seulement deux défaites et un nul. À cette époque les rencontres ne sont nationales mais locales face à des clubs comme Weston-Super-Mare, Gloucester RFC, Clifton et les Arabs de Bristol. Dans les années 1890, de nombreuses et régulières rencontres opposent Bath à des clubs gallois comme Cardiff et Penarth. C’est en 1907 qu’a lieu la première rencontre face à un club français : le Racing Club de Bordeaux.
En outre pendant cette période, plusieurs joueurs sont sélectionnés pour représenter le Comté de Somerset. Au début du XXe siècle, les joueurs doivent payer un shilling pour avoir le privilège de jouer en club (une hérésie aujourd'hui avec l'avènement du professionnalisme). La renommée de Bath ne cesse de croître dans les années 1920 et ce, jusqu’à la Seconde Guerre mondiale.

### L’après-guerre
La Seconde Guerre mondiale est très meurtrière pour le club de Bath, puisque pas moins de 17 joueurs y décèdent, parmi lesquels "Gerry" Gerrard. Malgré cela et en dépit des dommages causés par les bombardements sur la région et le pays, le club reprend le cours normal de son existence. Très vite Bath retrouve sa renommée d'avant guerre, avec de nombreux joueurs internationaux dans l'équipe. L’Écossais Ian Lumsden est le premier international non anglais du club en 1947, et le club continue de produire de nouveaux internationaux anglais : John Kendall-Carpenter (1949) et Alec Lewis (1952).
En 1954, Bath fait sa première tournée outre-Manche en rencontrant les équipes françaises du FC Saint-Claude (23-3), du Stade Olympique Givors (9-6) et de La Tour-du-Pin (17-0). L'équipe repart en tournée l'année suivante avec des victoires sur le FC Saint-Claude (13-8), le Stade dijonnais (14-0) et l'AS Mâcon (8-3). Les tournées ne se cantonnent pas qu'à la France, puisque viennent par la suite des tournées aux États-Unis (trois fois), en Allemagne (trois fois), en Australie et au Canada (une fois). Les années 1960 sont marquées par le capitaine Peter Sibley qui développe un jeu d’attaque rapide, grâce à des joueurs comme David Gay et l’Allemand Peter Heindorff, type de jeu encore en vigueur dans l’équipe d’aujourd’hui. Avec des joueurs de la classe de John Horton et Mike Beese, la réputation de Bath croît encore dans les années 1970, avec quelques victoires spectaculaires sur le rugby gallois, alors à son apogée.

### Les années 1980
Le club commence la décennie dans un relatif anonymat, ne représentant aucune menace pour les grosses formations anglaises. Ceci va changer avec l’arrivée de Jack Rowell au poste d’entraîneur et des joueurs Gareth Chilcott, Roger Spurrell, John Horton et David Trick.
Avant la saison 1983-84, la meilleure performance de Bath en Coupe d’Angleterre était un quart de finale face à Morpeth. Mais près avoir battu Headingly, Blackheath, les Wasps et Nottingham, Bath remporte la Coupe face à son vieux rival de Bristol sur un score serré de 10-9. Cette victoire fut la première d’une série de quatre dans cette compétition.
Bath remporte donc la Coupe lors des trois éditions suivantes sur des scores plus amples. En 1985 Bath sort vainqueur de son duel face aux London Welsh grâce à deux essais de Chilcott et Trick. Les finales 1986 et 1987 voient Bath affronter en finale les London Wasps, pour deux nouvelles victoires. En 1986, les Wasps menaient à la mi-temps 13-0 mais Bath renverse la tendance en inscrivant quatre essais en seconde période. La victoire en 1987 sera moins difficile et sacrera le club comme "Roi de la Coupe" en y devenant le recordman de victoire.
La saison 1987-88 est marqué par la première édition du Championnat d’Angleterre. Bath met tout en œuvre pour le remporter mais ne finira que quatrième au classement. Sur les conseils toujours avisés de Rowell, de nouveaux joueurs rejoignent le club : Richard Hill, Simon Halliday et Tony Swift pour les arrières et John Hall, Nigel "Olly" Redman et Andy Robinson chez les avants.
1988-89 fut une année exceptionnelle pour Bath. Non seulement le club reconquiert la Coupe d’Angleterre en battant Leicester en finale, mais en plus, le club fait le doublé en remportant son premier Championnat d’Angleterre en devançant nettement son dauphin Gloucester.
L’année suivante Bath remporta sa sixième Coupe en humiliant Gloucester en finale 48-6. Bath envoie un message clair à ses adversaires pour la décennie à venir : il faudra battre Bath pour espérer gagner un titre.

### Domination des années 1990
|                                                                                   |  |  |
| Le Parc Lescure à Bordeaux où Bath s'impose en finale contre le CA Brive en 1998. |  |  |

Et battre Bath ne sera pas chose aisée. Le club dominera de manière outrancière la première moitié des années 1990.
Lors de la saison 1990-91, le club remporte son deuxième championnat en trois ans en ne concédant qu’une défaite en douze matchs disputés. Tony Swift et Jeremy Guscott marquant cinq essais chacun, alors qu'Adedayo Adebayo en marquait quatre en cinq rencontres, montrant ainsi tout son potentiel. Néanmoins Leicester prive Bath du doublé en les sortant en Coupe sur un score sans appel de 12-0.
C’est donc pendant la saison 1991-92 que Bath réalise son second doublé Coupe/Championnat. Pourtant, le club s’est vu retirer un point pour avoir aligné un joueur non qualifié. Le joueur en question était Laurie Heatherley et il marqua un essai lors de ce match perdu 26-21 face aux London Irish. C’est donc à la différence de points que Bath devança Orrell au classement. Cette année-là, c’est Jim Fallen qui marqua le plus d’essais avec sept réalisations en douze matchs. En finale de la Coupe, ils rencontrèrent les Harlequins, tenants du titre, et gagnèrent sur un petit score de 15-12.
Tout comme la saison précédente, Bath remporte le Championnat à la différence de points, cette fois ci devant les Wasps. Le tournant de la saison ayant été la victoire de Bath, 22-11, sur les Wasps. Stuart Barnes finit meilleur marqueur du championnat avec sept essais. Son absence fit cruellement défaut lors de la défaite 7-9 en Coupe face à Waterloo.
La saison 1993-94 est la plus belle du club avec un quadruplé historique. Le championnat, joué pour la première fois en match aller-retour, est remporté pour la quatrième fois consécutive et de façon plus nette que les deux précédents. Le club remporte également la Coupe face à Leicester pour un troisième doublé Coupe/Championnat. Mais le club remporte aussi le Middlesex Sevens (en battant Orrell en finale) et le Worthington Tens.
La neuvième victoire en Coupe est remportée en 1994-95 face aux Wasps et la dixième l’année suivante. Cette même année le club remporte son sixième championnat. 1995-96 est donc le quatrième et dernier doublé du club mais c’est aussi, à ce jour, les derniers titres nationaux remportés par Bath.
Le club digéra plutôt mal le départ de Jack Rowell, parti entraîner l’Équipe d’Angleterre en 1995. Le club changea souvent d’entraîneurs et de joueurs pour retrouver son lustre d'antan. Ce manque de stabilité nuit aux résultats du club. Cette période de moins bien est toute relative. Le club, entre-temps renommé Bath Rugby en marge de la professionnalisation du rugby, finit quatre fois sur le podium du championnat en cinq ans, de 1997 et 2001, et surtout Bath est le premier club anglais à remporter la Coupe d’Europe en 1998 à Bordeaux face au CA Brive, tenant du titre, sur le score serré de 19 à 18.

### Années difficiles au début duXXIesiècle
Après les années fastes, Bath connut un début de siècle difficile. Lors des saisons 2001-02 et 2002-03 le club finit onzième et avant-dernier du championnat, n’évitant la relégation que grâce à la différence de points en 2003. À cela s’ajoutent des difficultés financières, à tel point que le club envisage un temps de fusionner avec Bristol.
Le club décide néanmoins d’investir massivement dans le recrutement avec l’arrivée de 15 nouveaux joueurs. Jack Rowell, revenu à la direction du club et John Connolly, nouvel entraîneur, font un recrutement prudent et pertinent. Ce dernier forge une équipe unie et constitue ce qui est peut-être le meilleur pack du championnat anglais. Ce changement a un effet radical et surprenant. Douze mois après avoir évité la relégation d’un rien, le club termine en tête du classement 2003-04. Le club n’est pourtant pas champion car la formule a changé et le titre est attribué au terme de playoffs (comme dans le Top 14). Bath perd la finale du championnat face aux Wasps, troisième de la saison, sur un score de 10-6.
La saison 2004-05 est dans la lignée de la précédente, Bath retrouve son statut de grand club avec une quatrième place en championnat et une nouvelle finale de Coupe d’Angleterre. Face à une équipe de Leeds supposée plus faible, Bath s’incline 20-12, pour ce qui est sa première défaite en finale de Coupe d'Angleterre. À la fin de saison John Connolly annonce son départ pour entraîner l’Équipe d’Australie. Il est remplacé par Brian Ashton.

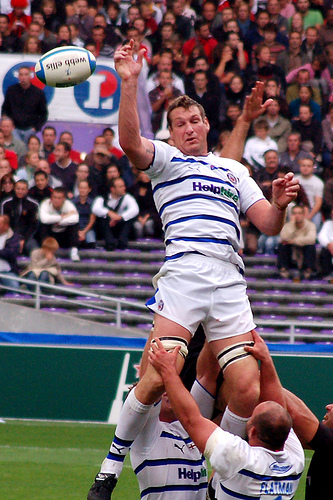
Justin Harrison lifté par David Flatman le 12 octobre 2008 lors d'un match de H Cup face au Stade toulousain.

Il est annoncé le 14 avril 2010, que le club est racheté par Bruce Craig, multi-millionnaire, qui a fait sa fortune dans la finance. Ce mécène, âgé de 47 ans, est un ancien pensionnaire de l'équipe d'Angleterre des moins de 20 ans, qui souhaite revoir Bath au sommet du rugby européen. Sa priorité est de construire un nouveau stade.

### Le renouveau des années 2010

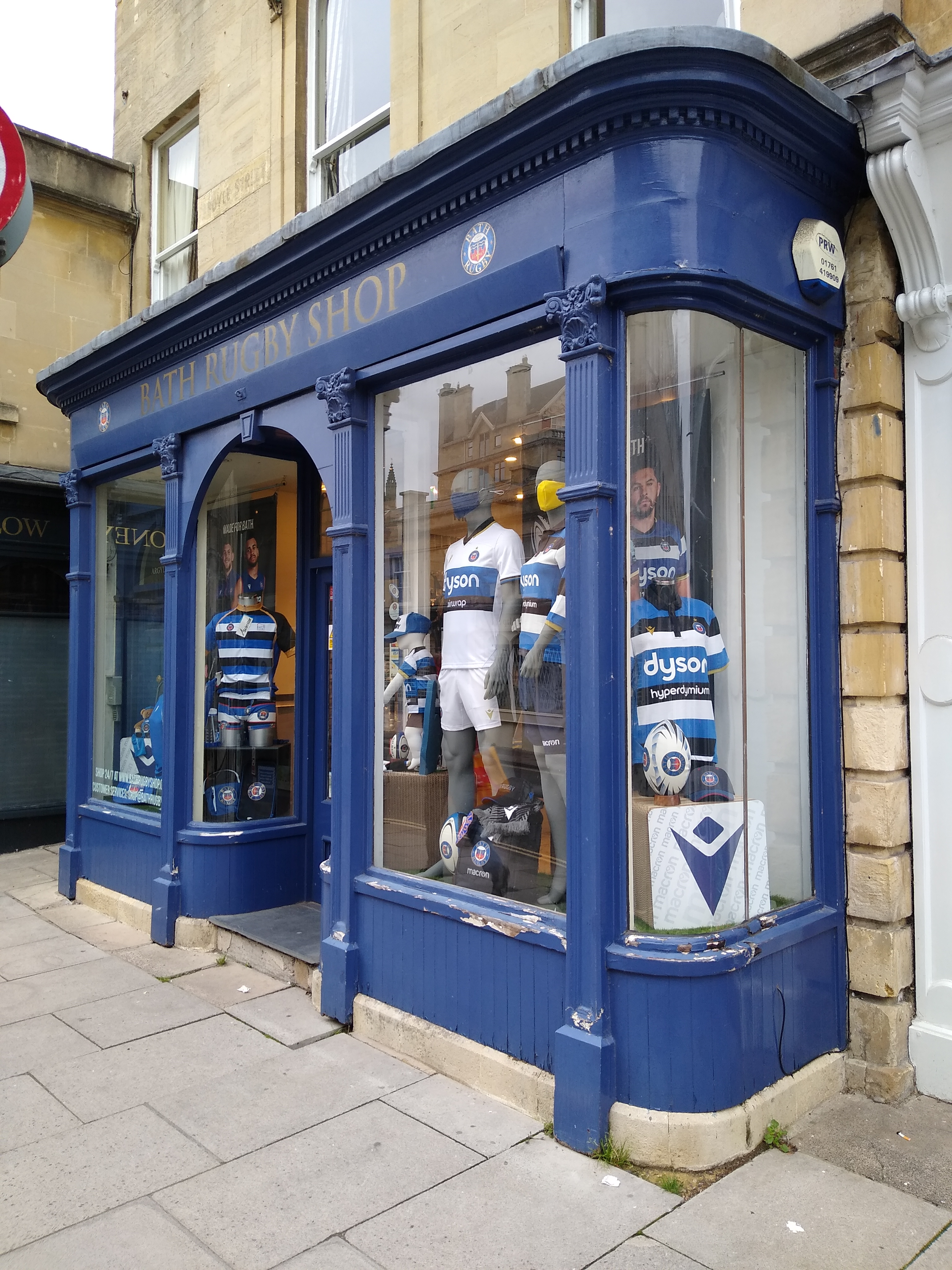
La boutique du club.

Le club se reconstruit alors petit à petit grâce à l'arrivée de nouveaux joueurs, tels que le jeune espoir George Ford en provenance des Leicester Tigers, de Jonathan Joseph et de Anthony Watson des London Irish, mais aussi de joueurs expérimentés tels que le sud-africain Francois Louw et des stars du rugby à XIII comme Sam Burgess ou Kyle Eastmond. La progression du club est constante au classement du championnat d'Angleterre, 8e en 2011-12, 7e la saison suivante, 5e en 2013-14 puis second et défait en finale par les Saracens.

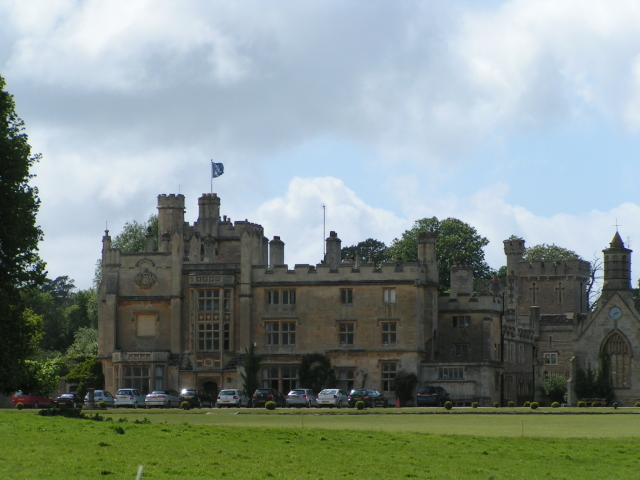
Farleigh House, centre d'entrainement du club depuis 2010.

Mais Bath retrouve son style de jeu basé sur le mouvement, qui a fait sa gloire dans les années 1970, alors que le championnat d'Angleterre est réputé pour être un championnat plus basé sur le physique des joueurs que sur leurs capacités à déplacer le jeu par des passes. De plus, Bath base son projet sur de jeunes joueurs, formés au club comme Chris Cook, Ollie Devoto ou encore Nick Abendanon mais aussi en reculant les jeunes espoirs du rugby anglais à l'image de George Ford ou de l'écossais David Denton.
D'un point de vue structural, Bath installe son centre d'entrainement à Farleigh House à partir de 2010. C'est un vieux manoir anglais de style gothique. Le nouveau président de Bath souhaite aussi reconstruire le Recreation Ground afin de le rendre plus moderne. Les travaux sont prévus pour 2017.

### Triplé lors de la saison 2024-2025
En 2024-2025, le club remporte la Coupe d'Angleterre en battant les Exeter Chiefs sur le score de 48 à 14 en finale, grâce à sept essais marqués par Ewan Richards (en), Tom Carr-Smith, Joe Cokanasiga, Thomas du Toit, Louis Schreuder et un doublé du talonneur Tom Dunn. Il s'agit du premier titre remporté par ce club depuis dix-sept ans.
Deux mois après cette finale remportée, le club dispute une nouvelle finale en Challenge Cup. Opposé au club français du Lyon OU, Bath Rugby s'impose 37 à 12 et est sacré pour la deuxième fois dans la compétition après 2008.
En Premiership, Bath Rugby se qualifie jusqu'en finale contre les Leicester Tigers. Les Tigers sont les premiers à marquer un essai à la 6e minute par l'intermédiaire de Jack van Poortvliet à la suite d'un ballon porté. Une vingtaine de minutes plus tard, Thomas du Toit inscrit le premier essai de Bath Rugby. En seconde période, Finn Russell intercepte une passe d'Handré Pollard et envoie son centre Max Ojomoh à l'essai afin de porter le score à 20 à 7 à la cinquantième. Dix-huit minutes après, un essai de Solomone Kata permet aux Tigers de revenir à six points de leur adversaire du jour mais son coéquipier Dan Cole écope d'un carton jaune peu après son entrée en jeu. Cette sanction permet à Bath Rugby d'inscrire trois points supplémentaire pour mener de neuf points à moins de dix minutes de la fin du match. Les joueurs des Leicester Tigers inscrivent un ultime essai à la 76e minute par Emeka Ilione (en) mais celui-ci s'avère insuffisant puisque Bath Rugby s'impose finalement 23 à 21. Le nouveau champion d'Angleterre remporte son premier titre dans la compétition depuis 1996 et signe un triplé avec les victoires en Coupe d'Angleterre et Challenge Cup.

## Identité visuelle

### Logo

Évolution du logo
Ancien logo.
Logo de 2014 à 2019.
Logo depuis 2019.

## Palmarès

### Détail du palmarès
Le tableau suivant récapitule les performances de Bath dans les diverses compétitions anglaises et européennes.
| Compétitions nationales | Compétitions européennes |
| --- | --- |
| Championnat d'Angleterre - Champion (7) : 1989, 1991, 1992, 1993, 1994, 1996, 2025 - Vice-champion (7) : 1995, 1997, 2000, 2001, 2004, 2015, 2024 Coupe d'Angleterre - Vainqueur (11) : 1984, 1985, 1986, 1987, 1989, 1990, 1992, 1994, 1995, 1996, 2025 - Finaliste (2) : 2005, 2018 | Coupe d'Europe - Vainqueur (1) : 1998 Challenge européen/Cup - Vainqueur (2) : 2008, 2025 - Finaliste (3) : 2003, 2007, 2014 |

### Finales disputées
On accède, lorsqu'il existe, à l'article qui traite d'une édition particulière en cliquant sur le score de la rencontre.
| Date de la finale | Vainqueur          | Score   | Finaliste        | Lieu de la finale   | Spectateurs |
| 13 mai 2001       | Leicester Tigers   | 20 - 10 | Bath Rugby       | Twickenham, Londres | 33 500      |
| 29 mai 2004       | London Wasps       | 10 - 6  | Bath Rugby       | Twickenham, Londres | 59 500      |
| 30 mai 2015       | Saracens           | 28 - 16 | Bath Rugby       | Twickenham, Londres | 80 589      |
| 8 juin 2024       | Northampton Saints | 25 - 21 | Bath Rugby       | Twickenham, Londres | 81 669      |
| 14 juin 2025      | Bath Rugby         | 23 - 21 | Leicester Tigers | Twickenham, Londres | 81 708      |

| Date de la finale | Vainqueur  | Score   | Finaliste | Lieu de la finale      | Spectateurs |
| 31 janvier 1998   | Bath Rugby | 19 - 18 | CA Brive  | Parc Lescure, Bordeaux | 36 500      |

| Date de la finale | Vainqueur    | Score   | Finaliste  | Lieu de la finale             | Spectateurs |
| 25 mai 2003       | London Wasps | 48 - 28 | Bath Rugby | Stade Madejski, Reading       | 18 074      |
| 19 mai 2007       | ASM Clermont | 22 - 16 | Bath Rugby | The Stoop, Londres            | 10 134      |
| 25 mai 2008       | Bath Rugby   | 24 - 16 | Worcester  | Kingsholm Stadium, Gloucester | 16 157      |
| 23 mai 2025       | Bath Rugby   | 37 - 12 | Lyon OU    | Millennium Stadium, Cardiff   | 36 705      |

| Date de la finale | Vainqueur   | Score   | Finaliste        | Lieu de la finale   | Spectateurs |
| 28 avril 1984     | Bath Rugby  | 10 - 9  | Bristol Rugby    | Twickenham, Londres | 21 000      |
| 27 avril 1985     | Bath Rugby  | 24 - 15 | London Welsh     | Twickenham, Londres | 32 000      |
| 26 avril 1986     | Bath Rugby  | 25 - 17 | Wasps RFC        | Twickenham, Londres | 24 500      |
| 2 mai 1987        | Bath Rugby  | 19 - 12 | Wasps RFC        | Twickenham, Londres | 35 500      |
| 29 avril 1989     | Bath Rugby  | 10 - 6  | Leicester Tigers | Twickenham, Londres | 59 300      |
| 5 mai 1990        | Bath Rugby  | 48 - 6  | Gloucester RFC   | Twickenham, Londres | 52 000      |
| 2 mai 1992        | Bath Rugby  | 15 - 12 | Harlequins       | Twickenham, Londres | 62 000      |
| 7 mai 1994        | Bath Rugby  | 21 - 9  | Leicester Tigers | Twickenham, Londres | 68 000      |
| 6 mai 1995        | Bath Rugby  | 36 - 16 | Wasps RFC        | Twickenham, Londres |             |
| 5 mai 1996        | Bath Rugby  | 16 - 15 | Leicester Tigers | Twickenham, Londres | 75 000      |
| 16 avril 2005     | Leeds Tykes | 20 - 12 | Bath Rugby       | Twickenham, Londres | 60 347      |
| 16 mars 2025      | Bath Rugby  | 48 - 14 | Exeter Chiefs    | Sandy Park, Exeter  | 11 182      |

## Personnalités du club

### Effectif 2025-2026
Le tableau suivant récapitule l'effectif professionnel de Bath Rugby pour la saison 2025-2026.
| Nom                      | Naissance                 | Nationalité sportive | Sélections (points) | Dernier club       | Arrivée au club |
| Talonneurs               | Talonneurs                | Talonneurs           | Talonneurs          | Talonneurs         | Talonneurs      |
| ------------------------ | ------------------------- | -------------------- | ------------------- | ------------------ | --------------- |
| Tom Dunn                 | 12 novembre 1992          | Angleterre           | 3 (0)               | Formé au club      | 2012            |
| Dan Frost                | 24 avril 1997             | Angleterre           |                     | Exeter Chiefs      | 2025            |
| Jasper Sandler           | 21 mai 2003               | Angleterre           | -                   | Formé au club      | 2022            |
| Piliers                  |                           |                      |                     |                    |                 |
| Archie Griffin           | 24 juillet 2001           | Pays de Galles       | 8 (0)               | Formé au club      | 2022            |
| Beno Obano               | 25 octobre 1994           | Angleterre           | 4 (0)               | Formé au club      | 2014            |
| Thomas du Toit           | 5 mai 1995                | Afrique du Sud       | 25 (5)              | Sharks             | 2023            |
| Scott Kirk               | 30 janvier 2004           | Angleterre           | -                   | Formé au club      | 2022            |
| Billy Sela               | 6 avril 2005              | Angleterre           | -                   | Formé au club      | 2024            |
| Will Stuart              | 12 juillet 1996           | Angleterre           | 50 (15)             | Wasps              | 2019            |
| Francois van Wyk         | 30 juillet 1991           | Afrique du Sud       | -                   | Leicester Tigers   | 2024            |
| Deuxièmes lignes         |                           |                      |                     |                    |                 |
| Charlie Ewels            | 29 juin 1995              | Angleterre           | 33 (10)             | Formé au club      | 2014            |
| Ross Molony              | 11 mai 1994               | Irlande              | -                   | Leinster           | 2019            |
| Ewan Richards            | 5 avril 2002              | Angleterre           | -                   | Formé au club      | 2019            |
| Quinn Roux               | 30 octobre 1990           | Irlande              | 16 (15)             | RC Toulon          | 2022            |
| Troisièmes lignes aile   |                           |                      |                     |                    |                 |
| Josh Bayliss             | 18 septembre 1997         | Écosse               | 11 (25)             | Formé au club      | 2016            |
| Ted Hill                 | 26 mars 1999              | Angleterre           | 5 (0)               | Worcester Warriors | 2022            |
| Guy Pepper               | 21 avril 2003             | Angleterre           | 3 (0)               | Newcastle Falcons  | 2024            |
| Miles Reid               | 5 septembre 1998          | Angleterre           | -                   | Formé au club      | 2018            |
| Ethan Staddon            | 3 juillet 2002            | Angleterre           | -                   | Formé au club      | 2020            |
| Sam Underhill            | 22 juillet 1996           | Angleterre           | 42 (20)             | Ospreys            | 2017            |
| Troisièmes lignes centre |                           |                      |                     |                    |                 |
| Alfie Barbeary           | 5 octobre 2000            | Angleterre           | -                   | Wasps              | 2023            |
| Jaco Coetzee             | 10 juin 1996              | Afrique du Sud       | -                   | Stormers           | 2021            |
| Demis de mêlée           |                           |                      |                     |                    |                 |
| Tom Carr-Smith           | 28 février 2002           | Angleterre           | -                   | Formé au club      | 2022            |
| Neil le Roux             | 16 avril 2003             | Afrique du Sud       | -                   | Bulls              | 2022            |
| Ben Spencer              | 31 juillet 1992           | Angleterre           | 10 (0)              | Saracens           | 2020            |
| Bernard van der Linde    | 30 novembre 2000 (24 ans) | Afrique du Sud       |                     | Bulls              | 2025            |
| Demis d'ouverture        |                           |                      |                     |                    |                 |
| Ciaran Donoghue          | 7 janvier 2003            | Angleterre           | -                   | Formé au club      | 2022            |
| Finn Russell             | 23 septembre 1992         | Écosse               | 87 (436)            | Racing 92          | 2023            |
| Centres                  |                           |                      |                     |                    |                 |
| Will Butt                | 15 janvier 2000           | Angleterre           | -                   | Formé au club      | 2021            |
| Chris Harris             | 28 décembre 1990 (34 ans) | Écosse               | 45 (30)             | Gloucester Rugby   | 2025            |
| Louie Hennessey          | 29 mars 2004              | Pays de Galles       | -                   | Formé au club      | 2023            |
| Ollie Lawrence           | 18 septembre 1999         | Angleterre           | 35 (30)             | Worcester Warriors | 2022            |
| Max Ojomoh               | 13 septembre 2000         | Angleterre           | 1 (0)               | Formé au club      | 2019            |
| Cameron Redpath          | 23 décembre 1999          | Écosse               | 15 (5)              | Sale Sharks        | 2020            |
| Ailiers                  |                           |                      |                     |                    |                 |
| Henry Arundell           | 8 novembre 2002           | Angleterre           | 10 (35)             | Racing 92          | 2025            |
| Joe Cokanasiga           | 15 novembre 1997          | Angleterre           | 15 (60)             | London Irish       | 2018            |
| Austin Emens             | 9 février 2002            | Angleterre           | -                   | Formé au club      | 2024            |
| Will Muir                | 30 octobre 1995           | Angleterre           | 2 (0)               | Angleterre à sept  | 2020            |
| Arrières                 |                           |                      |                     |                    |                 |
| Santiago Carreras        | 30 mars 1998              | Argentine            | 57 (109)            | Gloucester Rugby   | 2025            |
| Tom de Glanville         | 10 décembre 1999          | Angleterre           | -                   | Formé au club      | 2019            |
| Sam Harris               | 3 septembre 2003          | Angleterre           | -                   | Formé au club      | 2022            |

### Joueurs célèbres
| - Francois Louw - Michael Claassens - Adedayo Adebayo - Andy Robinson - Audley Lumsden - Ben Clarke - Danny Grewcock - David Barnes - David Flatman - Iain Balshaw - Jeremy Guscott - Jon Hall - Jon Callard - Jonathan Webb | - Lee Mears - George Ford - Lewis Moody - Martin Haag - Matt Perry - Matt Stevens - Michael Lipman - Mike Catt - Mike Tindall - Nigel Redman - Olly Barkley - Phil de Glanville - Richard Hill - Simon Halliday - Steve Borthwick - Steve Ojomoh | - Stuart Barnes - Matt Banahan - Tony Swift - Victor Ubogu - Federico Méndez - Ignacio Fernández Lobbe - Chris Malone - Shaun Berne - Eric Peters - Dan Lyle - Nicky Little - Alessio Galasso - David Bory - Jacques Boussuge - Kevin Maggs - Joe Maddock | - Stephen Donald - Gareth Cooper - Gareth Delve - Ieuan Evans - Paul James - Anthony Perenise - Eliota Fuimaono-Sapolu - Jonny Fa'amatuainu - Pieter Dixon - Gavin Henson - Ion Paulică - Simon Taylor - Butch James - Horacio Agulla |

### Entraîneurs
| Saisons          | Entraîneur(s)    | Adjoint(s)                                                                       | Titre(s) |
| 1978-1989        | Jack Rowell      |                                                                                  | Coupe d'Angleterre 1984 Coupe d'Angleterre 1985 Coupe d'Angleterre 1986 Coupe d'Angleterre 1987 Coupe d'Angleterre 1989 Champion d'Angleterre 1989                                  |
| 1989-1994        | Jack Rowell      | Brian Ashton                                                                     | Coupe d'Angleterre 1990 Champion d'Angleterre 1991 Coupe d'Angleterre 1992 Champion d'Angleterre 1992 Champion d'Angleterre 1993 Coupe d'Angleterre 1994 Champion d'Angleterre 1994 |
| 1994-1996        | Brian Ashton     |                                                                                  | Coupe d'Angleterre 1995 Coupe d'Angleterre 1996 Champion d'Angleterre 1996 |
| 1997-1998        | Andy Robinson    |                                                                                  | H Cup 1998 |
| 1998-2000        | Andy Robinson    | Jon Callard                                                                      | |
| 2000-2001        | Jon Callard      |                                                                                  | |
| 2001-2002        | Jon Callard      | Michael Foley (avants)                                                           | |
| 2002-2003        | Michael Foley    | Richard Graham                                                                   | |
| 2003-2005        | John Connolly    | Richard Graham Michael Foley (avants)                                            | |
| 2005-2006        | Brian Ashton     | Richard Graham Michael Foley (avants)                                            | |
| 2006-2009        | Steve Meehan     | Mark Bakewell (avants) Brad Davis (défense)                                      | Challenge européen 2008 |
| 2009-2011        | Steve Meehan     | Martin Haag (avants) Brad Davis (défense)                                        | |
| 2011-2012        | Ian McGeechan    | Martin Haag (avants) Brad Davis (défense)                                        | |
| 2012-2013        | Gary Gold        | Neal Hatley (avants) Mike Ford (arrières et défense) Toby Booth (attaque)        | |
| 2013-2014        | Mike Ford        | Neal Hatley (avants) Toby Booth (adjoint)                                        | |
| 2014-2016        | Mike Ford        | Neal Hatley (avants) Toby Booth (adjoint) Darren Edward (skills)                 | |
| 2016-2017        | Todd Blackadder  | Tabai Matson Toby Booth Darren Edward (skills)                                   | |
| 2017-2018        | Todd Blackadder  | Toby Booth Darren Edward (skills)                                                | |
| 2018-2019        | Todd Blackadder  | Toby Booth Girvan Dempsey (attaque) Darren Edward (skills)                       | |
| 2019-2022        | Stuart Hooper    | Neal Hatley (avants et défense) Girvan Dempsey (attaque) Luke Charteris (touche) | |
| À partir de 2022 | Johann van Graan | JP Ferreira                                                                      | |